# Moñitos
Moñitos là một khu tự quản thuộc tỉnh Córdoba, Colombia. Thủ phủ của khu tự quản Moñitos đóng tại Moñitos Khu tự quản Moñitos có diện tích 206 ki lô mét vuông. Đến thời điểm ngày 28 tháng 5 năm 2005, khu tự quản Moñitos có dân số 17686 người.